# Seo Dong-myung
Dans ce nom coréen, le nom de famille, Seo, précède le nom personnel.
Seo Dong-myung (coréen : 서동명) (né le 4 mai 1974 à Samcheok en Corée du Sud) est un joueur de football international sud-coréen, qui évoluait au poste de gardien de but, avant de devenir entraîneur.

## Biographie

### Carrière de joueur

#### Carrière en sélection
Avec l'équipe de Corée du Sud, il dispute 21 matchs (pour aucun but inscrit) entre 1995 et 1998. Il figure notamment dans le groupe des sélectionnés lors de la coupe du monde de 1998 (sans jouer de matchs).
Il participe également aux JO de 1996, prenant part à trois matchs.

## Palmarès
| Ulsan Hyundai - Championnat de Corée du Sud (2) : - Champion : 1996 et 2005. - Vice-champion : 2002 et 2003. - Coupe de la Ligue : - Finaliste : 2002 et 2005. |  | Jeonbuk Hyundai Motors - Coupe de Corée du Sud (1) : - Vainqueur : 2000. |